# Cystofilobasidiales
Cystofilobasidiales Fell, Roeijmans & Boekhout – rząd grzybów należący do klasy Tremellomycetes. Grzyby mikroskopijne.

## Charakterystyka
Są to drożdże podstawkowe występujące w formie bezpłciowej anamorfy i płciowej teleomorfy z holobazydiami i teliosporami. Ich strzępki mają przegrody, ale nie mają parentosomów. Asymilują D-glukuronian, azotany i azotyny i mioinozytol. Koenzym Q ma 8 lub 10 izoprenologów. Analiza sekwencji 25S i 18S rDNA wskazuje na monofiletyczną gałąź w obrębie Tremellomycetidae.

## Systematyka
Pozycja w klasyfikacji według Index Fungorum: Cystofilobasidiales, Tremellomycetidae, Tremellomycetes, Agaricomycotina, Basidiomycota, Fungi.
Takson utworzyli w 1999 r. Jack W. Fell, Henri J. Roeijmans i Teun Boekhout. Według CABI databases bazującego na Dictionary of the Fungi należą do niego dwie rodziny:
- Cystofilobasidiaceae K. Wells & Bandoni 2001
- Mrakiaceae Xin Zhan Liu, F.Y. Bai, M. Groenew. & Boekhout 2015